# Crveni Breg (okręg jablanicki)
Crveni Breg (cyr. Црвени Брег) – wieś w Serbii, w okręgu jablanickim, w mieście Leskovac. W 2011 roku liczyła 13 mieszkańców.